# Рочко, Евгений
Евгений Рочко (нем. Eugen Rochko, 22 января 1993) — немецкий разработчик программного обеспечения. Наиболее известен разработкой службы распределённых микроблогов Mastodon. Управляет компанией Mastodon GmbH в Берлине, которая была основана в Йене.

## Биография

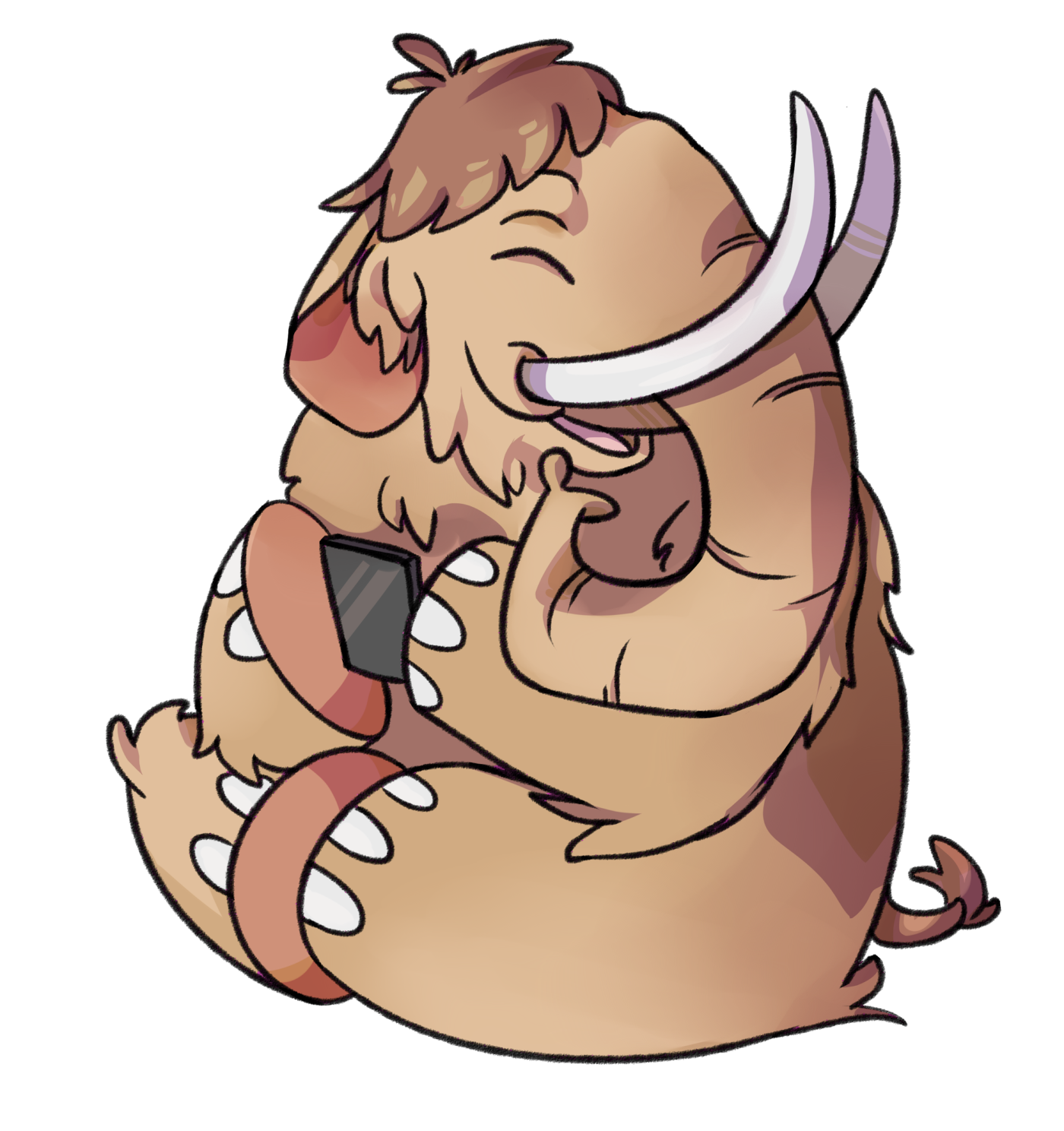
Маскот Mastodon со смартфоном

Евгений Рочко рос в России, эмигрировал в Германию в возрасте одиннадцати лет. Был активен в таких сетях, как MySpace, SchülerVZ, Facebook, Twitter и ICQ во время учёбы в Йенской гимназии.
В 2016 году начал работать над распределённой социальной сетью Mastodon, выпустил его в начале октября 2016 года, после завершения обучения информатике в Университете Фридриха Шиллера в Йене. Стал первым, кто внедрил протокол ActivityPub для Mastodon. В 2022 году в интервью журналу Time Евгений сообщил, что начал писать Mastodon как побочный проект во время написания диплома.